# 広島県道275号坂小屋浦線
広島県道275号坂小屋浦線（ひろしまけんどう275ごう さかこやうらせん）は、広島県安芸郡坂町を通る一般県道である。

## 概要
安芸郡坂町平成ヶ浜5丁目から安芸郡坂町の国道31号に至る。
坂町唯一の県道であり、坂町の主要地区となる坂地区と小屋浦地区を結ぶ幹線道路として位置付けられている。
JR西日本呉線と立体交差することで、新市街地である平成ヶ浜地区と、既成市街地である坂地区の分断を解消し、両地区の連絡を強化する働きを持つ路線として整備が予定されている。
現在安芸郡坂町平成ヶ浜2丁目 - 安芸郡坂町坂東4丁目間が建設に向けて準備が進められているところである。その他の部分の整備などはその完成の後になるものと思われるが、住宅密集地を通過することから建設は難航している。過去に、小屋浦から水尻方面に道を作りゴルフ場を建てる計画があったが、何らかの理由で、取りやめになった。

### 路線データ
- 起点：安芸郡坂町平成ヶ浜5丁目
- 終点：安芸郡坂町（小屋浦橋交差点、国道31号交点）
- 実延長：2.8 km

## 歴史
- 1996年（平成8年）4月25日 - 広島県告示第469号により認定される
- 2001年（平成13年）3月 - 安芸郡坂町平成ヶ浜2丁目 - 安芸郡坂町坂東4丁目間（延長1,500 m）が都市計画道路坂中央線として都市計画決定。

## 路線状況

### 未開通区間
- 安芸郡坂町平成ヶ浜2丁目・坂駅北口交差点 - 安芸郡坂町小屋浦4丁目

### 道路施設

#### 橋梁
- 小屋浦橋（呉線・国道31号、安芸郡坂町小屋浦2丁目 - 安芸郡坂町）

## 地理

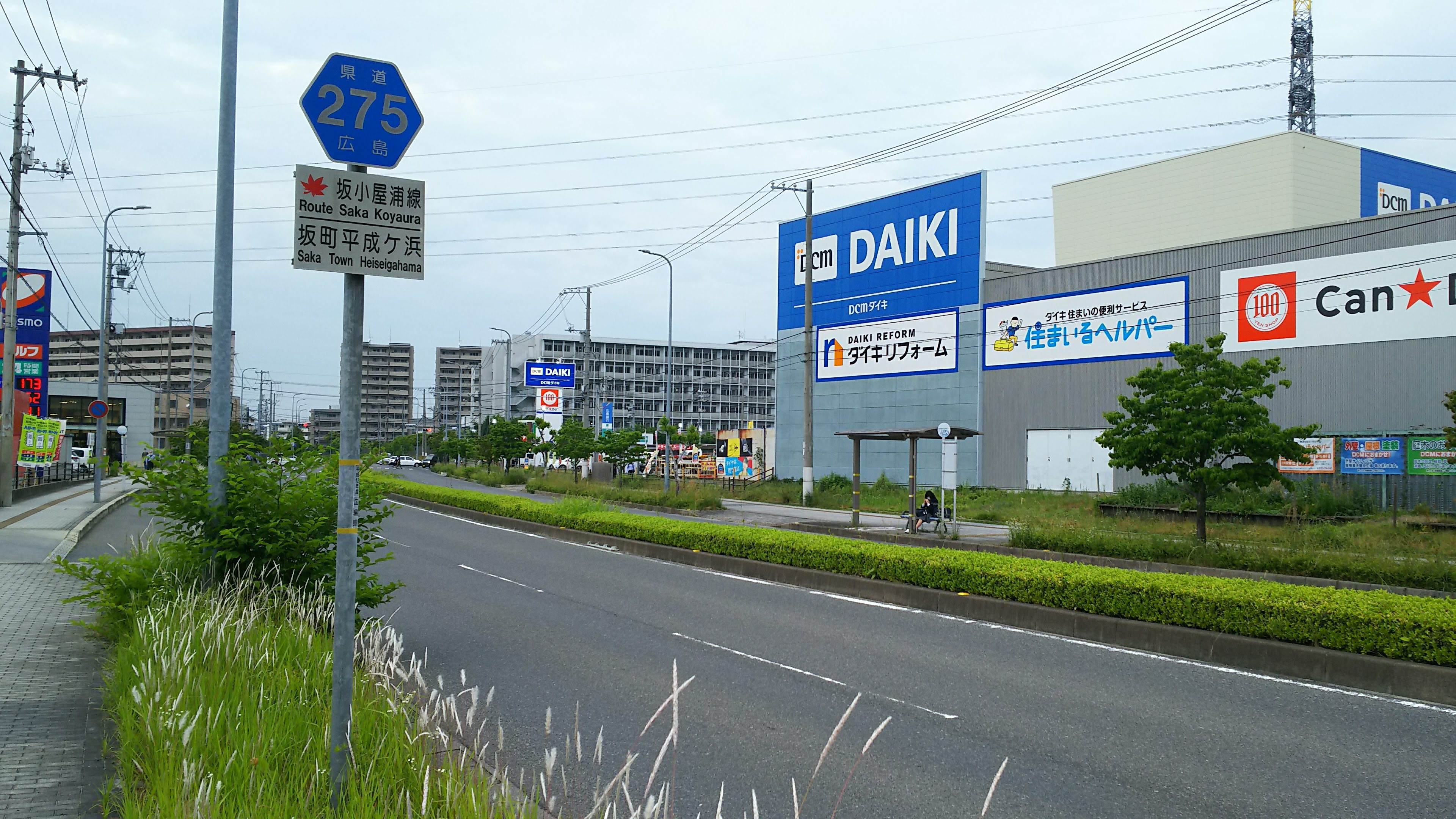
坂町平成ヶ浜（2022年5月撮影）

### 通過する自治体
- 安芸郡坂町

### 交差する道路
| 交差する道路 | 交差する場所  | 交差する場所          |
| ------------ | ------------- | --------------------- |
| 国道31号     | 平成ヶ浜2丁目 | 坂駅北口交差点        |
| 未供用区間   |               |                       |
| 国道31号     |               | 小屋浦橋交差点 / 終点 |

### 交差する鉄道
- 呉線

### 沿線
- 平成ヶ浜中央公園
- 中国電力坂グラウンド
- 広島県警察学校
- 広島翔洋高等学校
- 広島文化学園大学坂キャンパス
- パルティ･フジ坂（フジ・リテイリングの系列の大規模レストラン街、フィットネスクラブ）
- JR西日本呉線
  - 坂駅 - 小屋浦駅
- 坂町役場
- 総頭川（二級河川）